# NGC 2577
NGC 2577 je galaksija u zviježđu Raku.

## Vanjske poveznice
- SEDS: NGC 2577